# سید احمدرضا خضری
سید احمدرضا خضری (متولد ۹ مرداد ۱۳۴۵)، تاریخ‌پژوه ایرانی و استاد تمام گروه تاریخ و تمدن ملل اسلامی در دانشگاه تهران است. او همچنین سمت مشاور وزیر علوم، تحقیقات و فناوری و مدیرکل حوزه وزارتی را بر عهده دارد.

## زندگی
احمدرضا خضری در نهم مرداد ماه ۱۳۴۵ در شهرستان بیجار، استان کردستان، در خانواده‌ای فرهنگی، زاده شد. دیپلم خود را در سال ۱۳۶۲ اخذ نمود. در همان سال در نخستین آزمون سراسری دانشگاه‌ها پس از انقلاب فرهنگی شرکت کرد و در رشته الهیات با گرایش تاریخ و تمدن ملل اسلامی در دانشگاه تهران پذیرفته شد. دوره کارشناسی را در شهریور ۱۳۶۶ به اتمام رساند و در مهرماه همان سال به عنوان نفر اول در دوره کارشناسی ارشد همان رشته در دانشگاه تهران پذیرفته شد و دوره مذکور را با رتبه ممتاز در تیرماه ۱۳۶۹ به پایان رساند. در شهریور ۱۳۶۹ در مقطع دکتری رشته تاریخ در دانشگاه تربیت مدرس پذیرفته شد و تحصیلات خود را در این مقطع به سال ۱۳۷۴، به پایان رساند.

## سوابق تحصيلي
-  ديپلم ۱۳۶۲  ، بيجار  
-  کارشناسي در رشته الهیات گرایش تاريخ و تمدّن ملل اسلامي، ۱۳۶۶، دانشگاه تهران 
-  کارشناسي ارشد در رشته تاریخ و تمدّن ملل اسلامی ، ۱۳۶۹، دانشگاه تهران
- دكتري در رشته تاريخ اسلام ، ۱۳۷۴، دانشگاه تربيت مدرّس تهران

## سوابق آموزشي
- استاد پایه ۴۵ دانشگاه تهران 
- تدریس دروس مختلف رشته تاریخ و تمدن ملل اسلامی از کارشناسي تا دکترا، در دانشگاه تهران از ۱۳۶۸ تا كنون 
- تدريس دروس تاريخ تشيّع و تاريخ تمدن اسلامي در دوره دکتري در دانشگاه علامه طباطبايي از ۱۳۹۰ تا کنون
- تدريس درس تاريخ اسلام در دانشگاه علامه طباطبائي از ۱۳۶۸ تا ۱۳۷۳
- تدريس درس تاريخ هنر ومعماري اسلامي در دوره كارشناسي ارشد، دانشگاه الزهراء از ۱۳۷۷
- تدريس درس تاريخ اسلام در مغرب و اندلس در دوره كارشناسي ارشد و دكتري، دانشگاه الزهراء از ۱۳۷۷
- تدريس دروس امويان و عباسيان  و تاريخ تشيّع در دوره دكتري، دانشگاه معارف از ۱۳۸۸ 
- تدريس دروس امويان و عباسيان و تاريخ تحليلي اسلام در مغرب و اندلس در دوره دكتري دانشگاه مذاهب از ۱۳۹۰ تا کنون
- تدريس درس تمدن اسلامي و تمدنهاي ديگردر دوره دكتري جامعه المصطفي العالميه از ۱۳۹۰ 
- تدريس درس تاريخ اسلام در شمال آفريقا و اندلس در دانشگاه تربيت مدرّس

## سوابق اجرايي و اداري
- بنياد گذار و رييس دانشکده ادبيات و علوم انساني دانشگاه زنجان از ۱۳۶۹ تا ۱۳۷۴
- معاون اداري و مالي دانشكده الهيات و معارف اسلامي دانشگاه تهران از ۱۳۷۸ تا ۱۳۸۲ 
- مشاور رئيس دانشگاه و مدير كل روابط عمومي دانشگاه تهران از اسفند ۱۳۸۱ تا مرداد ۱۳۸۵
- رایزن فرهنگی ج.ا.ایران در اسپانیا از ۱۳۸۵ تا ۱۳۸۸ 
- مشاور رييس دانشگاه و مدير كل حوزه رياست و روابط عمومي دانشگاه تهران از ۱۳۹۳ تا ۱۳۹۹
- دبير اجلاس روساي دانشگاههاي برتر و بزرگ ايران از ۱۳۹۳ تا ۱۳۹۹
- نماینده وزیر علوم در هیئت امنای دانشگاه باقرالعلوم

## سوابق پژوهشي
الف) كتب فارسی  
- علل و عوامل تجزيه خلافت عباسي ، انتشارات غدير، ۱۳۷۷
- تاريخ خلافت عباسي از آغاز تا پايان آل بويه ، انتشارات سمت ، چاپ اول ۱۳۷۸؛ چاپ چهاردهم ۱۴۰۲
- تاريخ تشيّع (۱) ،چاپ اول  انتشارات سمت ۱۳۸۴ ، چاپ ششم ۱۳۸۸
- تاريخ تشيّع (۲) ،چاپ  اول  انتشارات سمت ۱۳۸۴ ، چاپ ششم ۱۳۸۸
- تشيّع در تاريخ ، نشر معارف (وابسته به دفتر نهاد نمايندگي مقام معظم رهبري در دانشگاهها )، چاپ اول ۱۳۹۱، چاپ پنجم، ۱۳۹۵
- شناسان دانشگاه تهران، دانشگاه تهران،۱۳۹۳ 
- مجموعه مقالات سیره نبوی، پژوهشکده تاریخ اسلام، ۱۳۹۶
- تاریخ زنگیان در شام « ترجمه از عربی» پژوهشکده تاریخ اسلام، ۱۴۰۲
-  از جندی‌شاپور تا دانشگاه تهران، درآمذی بر تاریخ و سنت آمورش عالی در ایران، انتشارات دانشگاه تهران، ۱۴۰۲
ب )کتب اسپانیولی 
- IRANOLOGIA I,  MADRID , 2008
- EL ISLAM SHIÍ, MADRID , 2009
- IRANOLOGIA II , MADRID , 2009
- Persia , Almuzara , Madrid , 2011 
ج) مقالات 
- مروري بر تاريخ پزشكي در ايران ،  مجله دانشگاه علوم پزشكي زنجان شماره ۴ و ۳ 
- نقش دانشگاه جندی‌شاپور در پيدايش پزشكي اسلامي،  مجله دانشگاه علوم پزشكي زنجان شماره ۵ و۶ 
- تاريخچه علم جغرافيا در اسلام ،كيهان فرهنگي ، شهريور ۱۳۷۲
- نقش نهضت هاي علوي در تجزيه خلافت عباسي ،كيهان انديشه، شماره ۶۹ ، آذر و دي ۱۳۷۵
- تركتازي در بغداد ،  كيهان انديشه شماره ۵۶ ، مهر و آبان ۱۳۷۳
- نقش فساد و نابساماني اداري درتجزيه خلافت عباسي " مجله علمی پژوهشی دانشكده ادبيات و علوم انساني "  دانشگاه تبريز شماره ۱۵۶ – ۱۵۷
- بحران وزارت و نقش ابن مقله،  مجله علمی پژوهشی  " مقالات و بررسيها "، دانشكده  الهيات دانشگاه تهران ، شماره ۶۸ ، زمستان ۱۳۷۹
- خصائص اميرالمؤمنين، ماهنامه كتاب ماه دين ويژه نامه اميرالمؤمنين ، شماره ۳۷ ، آبان ۱۳۷۹
- روابط دانشگاهي ايران و تركيه ، مجله آيدين ليك ، تركيه ۲۰۰۱
- سفر به سرزمين مناره ها، مجله مدت، شماره ۳۵، ۱۳۸۲ 
- بازخواني خاطرات حكمت، مجله مدت ، شماره ۴۰ ، ۱۳۸۳ 
- سفر به سرزمين شگفتيها، مجله برگ فرهنگ شماره ۱۷ بهار ۱۳۸۴
- سفر به سرزمین اژدها، مجله برگ فرهنگ شماره ۱۸ بهار ۱۳۸۵ 
- سياست و حكومت از ديدگاه ابوحنيفه ، مجموعه مقالات هيجدهمين كنفرانس بين المللي وحدت اسلامي ، ۱۳۸۴ 
- سید جمال الدین اسد آبادی و عبد الرحمن کواکبی، مجموعه مقالات گنگره بین المللی سید جمال الدین اسد آبادی ، ۱۳۸۴ 
- علل همراهي و نقش زنان در قيام امام حسين (ع) مجله علمی پژوهشی دانشكده ادبيات و علوم انساني شماره ۱۷۵
-تاريخ العلم في ايران، الماضي والمستقبل والحاضر، مجله علمي پژوهشي " تاريخ علم" ، شماره ،۴ 
- زرياب و نقش او در انتقال موسيقي و رسوم ايراني به اسپانياي اسلامي ، مجله علمی پژوهشی "هنرهاي زيبا" ، شماره ۲۲ ، ۱۳۸۴
```
-يهود مدينه : موقعيت اقتصادي و تحولات آن در عصرنبوي ، مجله علمی پژوهشی "مقالات و بررسیها" ،۸۴  ،۱۳۸۶
```

- يهود مدينه:جايگاه فرهنگي و تحولات آن در عصرنبوي ، مجله علمی پژوهشی "علوم انسانی" ، دانشگاه الزهراء ، ۱۳۸۶ 
- ولایه العهد و مصادرها فی الاسلام، مجله بين المللي " العلوم الا نسانیه "،۲-۱۳٬۱۳۸۶
- حموديان و تشيّع در اندلس ، مجله علمي پژوهشي فصلنامه مطالعات تاريخ اسلام ، شماره ۳ ، ۱۳۸۹
- جايگاه و اهميت سكه در دعوت عباسي ، مجله علمي پژوهشي" تاريخ اسلام و ايران "، سال بيستم دوره جديد شماره ۷ ، پائيز ۱۳۸۹
- تأثير معتقدات ديني بر نگرش تاريخي مورخان مسلمان  بر پايه مقدمه هاي آنان ، مجله علمي پژوهشي "پژوهشنامه تاريخ اسلام "، شماره ۲ ، ۱۳۹۰  
- فعاليتهاي مذهبي كارمليتها در ايران ، مجله علمي پژوهشي " فصلنامه مطالعات تاريخ اسلام " شماره ۱۱ 
- نقش نورالدين زنگي در گسترش پزشكي در تمدّن اسلامي ، مجله علمي پژوهشي " تاريخ پزشكي " شماره ۴ ، ۱۳۸۹
- دور اماره اردلان في الصراع الصفوي عثماني ،  "مجله العلوم الانسانيه " ، شماره ۱۹ ،‌۱۴۳۳ 
- مقاومت محلي بربرهاي شمال آفريقا و تأثير آن بر سير فتوحات مسلمانان در مغرب ،  " پژوهشهاي تاريخي " ، سال سوم ، شماره سوم ۱۳۹۰
- بازخواني سياستهاي مذهبي فاطميان در مغرب ، نشريه علمي پژوهشي  " تاريخ و فرهنگ " ، شماره ۸۸ ، ۱۳۹۱ 
- خوشنويسي در آغاز عصر صفوي ، تحولات ، كاركردها ، حاميان و هنروران ، مجله علمي پژوهشي  " پژوهشنامه تاريخ تمدّن اسلامي " شماره ۱ ، ۱۳۹۰ 
- تحولات ديوان قضاء و تأثير آن بر وضعيت و جايگاه قضات از اوايل خلافت عباسي تا تسلط آل بويه بر بغداد ، مجله علمي پژوهشي " مطالعات تاريخ فرهنگي " ، شماره ۱۰ ، ۱۳۹۰ 
- بررسي تطبيقي زمينه و مراحل دستيابي امويان بر قدرت پس از اسلام ، مجله علمي پژوهشي  " تاريخ فرهنگ و تمدن اسلامي " شماره ۹ ، ۱۳۹۱
- مزيديان و نقش آنان در گسترش تمدّن اسلامي ، مجله علمي پژوهشي،  " فصلنامه مطالعات تاريخ اسلام " شماره ۱۶، ۱۳۹۲ 
- تحول اصطلاح ساراسن و كار بست آن در ميان اروپائيان تا سده سيزدهم ميلادي ، مجله علمي پژوهشي " فصلنامه مطالعات تاريخ اسلام "  ، شماره ۱۸ ، ۱۳۹۲
- نظام حاکم بر بازارهای شبه جریزه در دو زمانه جاهلی و عصر نبوی ، " فصلنامه مطالعات تاريخ اسلام " ، زمستان ، ۱۳۹۲
- پروانگي در نظام اداري سلجوقيان روم، مجله علمي پژوهشي " تاريخ فرهنگ و تمدن اسلامي " 
- جايگاه موسيقي در دربار خلفاي عصر اول عباسي ، مجله علمي پژوهشي ،"‌هنرهاي زيبا " دوره ۱۹ ، شماره ۲، زمستان ۱۳۹۳ 
- تاثير عوامل جغرافياي طبيعي در سياستهاي عمراني نهاد حاكميت،" پژوهش نامه تاريخ اسلام" شماره ۱۴
- علل عدم گسترش و ناپايداري تشيّع در اندلس، " فصلنامه مطالعات تاريخ اسلام" شماره ۲۲ 
- فعاليتهاي فرهنگي و اجتماعي مبلغان کارمليت در ايران عصر صفوي، مجله علمي پژوهشي" پژوهشنامه تاريخ تمدن اسلامي" دوره ۴۵، شماره ۱
- ايستائي فتوح به دوران امام علي(ع) ؛ چرا و چگونه؟ مجله علمي و پژوهشي " فصلنامه مطالعاتي تاريخ اسلام" شماره ۲۵ 
- تطور مفهوم علم در گذر از عصر جاهلي به عصر نبوت، مجله علمي و پژوهشي " فصلنامه مطالعاتي تاريخ اسلام" شماره ۲۷
- واکاوی اندیشه های اعتقادی میزا محمد اخباری از دیدگاه میرزا اسدالله شهرخواستی، مجله علمي و پژوهشي " فصلنامه مطالعاتي تاريخ اسلام" شماره ۳۱
- تأثیر عوامل جغرافیائی بر ساختار سیاسی گیلان پیش از ورود روسها، مجله علمي و پژوهشي " پژوهش نامه تاريخ اسلام" شماره ۲۲ 
- نقش کاتبان ایرانی در تحول و توسعه کتابت درباری عثمانی، مجله علمي و پژوهشي " فصلنامه مطالعاتي تاريخ اسلام" شماره ۳۳
- پایگاه اجتماعی موسیقی در بعداد قرون دوم و سوم، مجله علمی پژوهشی "فصلنامه مطالعات تاریخ اسلام" ، شماره ۴۰ 
- گسترش تشیع در کردستان، نشریه علمی" پژوهشنامه تاریخ تشیع" سال دوم، شماره یک
- در آمدی بر نقش و جایگاه نهاد قومس در اسپانیای اسلامی، نشریه علمی پژوهشی " پژوهشنامه تاریخ تمدن اسلامی" سال ۵۱، شماره یک
- منازعات عثمانی و صفوی در گیلان، نشریه علمی پژوهشی،.........مطالعات تاریخی، تاریخ انتشار ۱۳۹۸
- ابزارهای مورد استفاده در مجازات مجرمان در ایران سده¬های میانه، نشریه علمی پژوهشی"فصلنامه مطالعات تاریخ اسلام"،تاریخ انتشار ۱۳۹۸
- پایگاه اجتماعی موسیقی در بغداد قرون دوم و سوم، نشریه علمی پژوهشی"فصلنامه مطالعات تاریخ اسلام"،تاریخ انتشار ۱۳۹۸
- گسترش تشیع در کردستان،نشریه علمی ترویجی" پژوهشنامه تاريخ تمدن اسلامي"، تاریخ انتشار ۱۳۹۷
- حمایت از هنر و پیشبرد انگیزه‌های سیاسی اقتصادی در دوره تیموری، مطالعه موردی دوره سلطان حسین بایقرا، نشریه علمی پژوهشی" تاريخ فرهنگ و تمدن اسلامي "، سال انتشار ۱۴۰۰
- الخامیادو، خاستگاه، علل پیدایش، تحولات و جایگاه میراثی آن، نشریه علمی پژوهشی"فصلنامه مطالعات تاریخ اسلام"،سال انتشار ۱۴۰۱
- بررسی جایگاه بیعت در گفتمان امام علی(ع)، نشریه علمی پژوهشی"فصلنامه مطالعات تاریخ اسلام"،سال انتشار ۱۳۹۹
- مأموریت پدر ژان تاده در ایران دوره صفوی، نشریه علمی پژوهشی " پژوهشنامه تاریخ تمدن اسلامی" ، تاریخ انتشار ۱۳۹۹
- نقش کردها در نبرد چالدران و پیامدهای آن، نشریه علمی پژوهشی " پژوهشنامه تاریخ تمدن اسلامی" ، تاریخ انتشار ۱۳۹۸
- میراث تمدنی شیعه در حلب، نشریه علمی پژوهشی"فصلنامه مطالعات تاریخ اسلام"،سال انتشار ۱۳۹۹
- دورالامکانیه الجغرافیه فی تطور و ازدهار خوزستان التجاری فی القرون الاولی الاسلام، نشریه علمی پژوهشی"آفاق الحضاره الاسلامیه"، سال انتشار ۱۴۰۰
- بافته¬های موزه وزیری از دوره صفویه تا قاجاریه ، مجله علمي پژوهشي ،"‌هنرهاي زيبا " ، سال انتشار ۱۴۰۰
-  سیاست مذهبی مرابطون در برابر جریان تصوف در مغرب، نشریه علمی پژوهشی " پژوهشنامه تاریخ تمدن اسلامی" ، تاریخ انتشار ۱۴۰۰
- تأثیر دولت¬های صفوی و عثمانی بر تحولات مذهبی کردستان، نشریه علمی پژوهشی " پژوهشنامه تاریخ تمدن اسلامی" ، تاریخ انتشار ۱۳۹۹
- بررسی زمینه‌های سیاسی مذهبی تأثیرگذار در تحولات هنری در عهد شاهرخ تیموری، نشریه علمی پژوهشی" علم و تمدن در اسلام" ، تاریخ انتشار ۱۴۰۲
- تأثیر کارکرد نهاد خلافت عباسی بر واگرایی جامعه اسلامی، نشریه علمی پژوهشی"فصلنامه مطالعات تاریخ اسلام"،سال انتشار ۱۴۰۱
- گونه‌شناسی تشیع در سرزمین گیل و دیلم و علل پیدایش آن‌ها، نشریه علمی پژوهشی " پژوهشنامه تاریخ تمدن اسلامی" ، تاریخ انتشار ۱۳۹۹
- حمایت از هنر و پیشبرد انگیزه‌های سیاسی اقتصادی در دوره تیموری، مطالعه موردی دوره سلطان حسین بایقرا، نشریه علمی پژوهشی" تاريخ فرهنگ و تمدن اسلامي "، سال انتشار ۱۴۰۰

- مدخل الاغانی ، در فرهنگ آثار ،۱۳۸۵ انتشارات سروش ،۱۳۸۵
- مدخل الاختصاص ، در فرهنگ آثار ،۱۳۸۵ انتشارات سروش ،۱۳۸۵
- مدخل حاجب ، در دانشنامه جهان اسلام ، جلد ۱۲ ، ۱۳۸۷ 
- مدخل شاطبه ، در دانشنامه جهان اسلام در دست چاپ
- مدخل ديوان بيگي ، در دانشنامه جهان اسلام در دست چاپ
```
- مدخل اياد ،  دائرة المعارف بزرگ اسلامي، جلد ۱۰، ۱۳۸۰.
```

- مدخل ايتاخ ، دائرةالمعارف بزرگ اسلامي ، جلد ۱۰ ، ۱۳۸۰.
- مدخل بسربن ابي ارطاة ، دائرة المعارف بزرگ اسلامي ، جلد ۱۲ ، ۱۳۸۳ 
- مدخل ديوان بيگي، در دانشنامه جهان اسلام، جلد ۱۸
-The role of Water in the  formation  of  civilization as stated by holy Qoran
-La contribicion de IRAN a la formacion de la civilización islámica, Iranologia 1, 2008
- Avicena : medico o filosofo , Iranologia II , 2009
- The role of Hilla School in the extension of  Islamic theology , International Research Journal of Applied and Basic Sciences , 2013
- Factors and Grounds of Formation of Hillah Literary Movement and its Effects and Results, International Research Journal of Applied and Basic Sciences , 2013
-Religion And Persian Miniature, Kufa Review,7/2014
- The Role of Jondishapour medical school in the formation and evolution of medical science in Islamic civilization, Budapest, Hungary, 2006
-Politics, Religion and Culture in Iran during Buwayhid dynasty, Negombo, Srilanka , 2012

د) شركت در كنگره ها وکنفرانسها
- ارائه مقاله و سخنراني در كنگره بين المللي علم و تكنولوژي در جهان اسلام ، ۱۳۷۲ دانشگاه تهران 
- ارائه سخنراني و مقاله با عنوان " سيد عبد الرحمن كواكبي و سيد جمال الدين عباسي " در كنگره بين المللي سيد جمال الدين اسد آبادي ، ۱۳۷۵ تهران 
- ارائه مقاله و سخنراني با عنوان " خليج فارس در منابع تاريخي و جغرافياي اسلامي "  در كنگره جزيره كيش و خليج فارس در فرهنگ و ادب پارسي ۱۳۷۵ كيش
- ارائه مقاله و سخنراني در كنگره امر به معروف و نهي از منكر ۱۳۷۳ تهران 
- ارائه مقاله و سخنراني با عنوان" تمدن اسلامي، گذشته، حال و آينده "  در ميزگرد فرهنگ و تمدن اسلامي ۱۳۸۲ ، آنكارا
- ارائه مقاله در كنگره بين المللي زبان و ادبيات پالي در دانشگاه دهلي، ۱۳۸۳
- ارائه مقاله و سخنراني با عنوان " نقش آب در تكوين تمدّنها بر اساس قرآن كريم " در كنگره بين المللي فرهنگ آب، آكادمي علوم كومينگ ، چين،  شهريور ۱۳۸۴ 
- ارائه مقاله و سخنرانی در چهلمین کنگره بین المللی تاریخ پزشکی در آکادمی علوم بوداپست، تیرماه ۱۳۸۵ 
- ارائه مقاله و سخنراني با عنوان " تاريخ العم في ايران ، الماضي ، الحاضر و المستقبل"  در كنگره بين المللي تاريخ علم ، مقرّ يونسكو در پاريس، آذرماه ۱۳۸۴ 
- ارائه مقاله و سخنرانی با عنوان " زندگي و زمانه مولوي " در همایش بین المللی مولانا، دانشگاه کمپلوتنسه ،مادرید، آذر ماه ۱۳۸۶
- ارائه مقاله و سخنرانی با عنوان " نقش زن مسلمان در بالندگي تمدّن اسلامي " در همایش جایگاه زن در ادیان الهی، دانشگاه کردبا ،کردبا اسپانيا، بهمن  ۱۳۸۶
- ارائه مقاله و سخنراني با عنوان " بازشناسي ميراث تمدني ايران در اسپانياي اسلامي" در دو هفته فرهنگي ايران در بيتوريا، اسپانيا، ۱۳۸۷
- ارائه مقاله و سخنرانی در چهل و یکمین کنگره بین المللی تاریخ پزشکی در دانشگاه آوتونومای مکزیک ، مکزیکوسیتی ، تیر ماه  ۱۳۸۷
- ارائه مقاله و سخنرانی با عنوان " ابن سينا پزشك يا فيلسوف " در کنفرانس بين المللي ابن سینا و ابن رشد در دانشگاه کمپلوتنسه ، مادرید ، آذرماه ۱۳۸۷
- ارائه مقاله و سخنرانی در کنفرانس " نگاهی به تاریخ و فرهنگ ایران " در دانشگاه آوتونوما ، مادرید، اردیبهشت ۱۳۸۸
- ارائه مقاله و سخنرانی با عنوان " ميراث فرهنگي و تمدني اصفهان " در دانشگاه اوریولا ، اسپانیا ، آبان ماه ۱۳۸۸
- ارائه سخنراني با عنوان " نقش انديشمندان ايراني در گسترش تمدّن اسلامي " در شهرك دانشگاهي المعرفه دبي ، بهمن ماه ۱۳۹۰ 
- ارائه مقاله و  سخنراني با عنوان " بحث في رويه التاريخيه عند المورخين المسلمين " در دانشگاه سلطان شريف برونئي، برونئي دار السلطان، بهمن ماه ۱۳۹۰ 
- ارائه مقاله با عنوان " ريشه هاي شرقي هنر اسلامي در اسپانيا " در انستيتوي آموزش و تحقيقات آتن، يونان ، فروردين ۱۳۹۱ 
- ارائه مقاله با عنوان " نقش آل بويه در گسترش تشيّع در ايران " در موسسه تحقيقات آسيايي در کلمبو، سري لانكا، ارديبهشت ۱۳۹۲
- ارائه مقاله و سخنراني با عنوان" آموزش تاريخ در ايران،فرصتها و تهديدها " در دانشگاه بغداد، ۱۳۹۲
- ارائه مقاله و سخنراني با عنوان " تاريخ الفي پلي ميان تاريخنگاري ايران و هند" در كنفرانس بين المللي دامنه و اهميت منابع تاريخي ايران و هند، در دانشگاه عليگر، هندوستان، اسفند ۱۳۹۳
- ارائه مقاله و سخنراني با عنوان "علل و عوامل شکوفايي و رکود تمدّن اسلامي" در چهارمين کنفرانس الگوي اسلامي ايراني پيشرفت، تهران، ۱۳۹۳ 
- ارائه مقاله و سخنرانی با عنوان " روابط فرهنگی صفویان و تیموریان هند؛ چگونگی و چرائی" سمینار بین المللی زبان و ادبیات فارسی در زمان اکبر شاه گورکانی، اسفند ۱۳۹۴ 
- ارائه مقاله و سخنراني با عنوان " نقش ايرانيان در گسترش صنعت کاغذ و انتقال آن به اسپانيا در دوران اسلامي" در ششمين کنفرانس ايران شناسان اسپانيا، مهر ماه ۱۳۹۵، مورسيا  
- ارائه مقاله و سخنراني با عنوان " فعاليتهاي ژان تاده در ايران عصر صفوي" در کنفرانس بين المللي ديگر اروپائيان، آبان ماه ۹۵، در دانشگاه آليکانته اسپانيا
- ارائه مقاله و سخنراني با عنوان " روابط دانشگاهي ايران و ايتاليا " در نخستين دور از گفتگوهاي فرهنگي ايران و اروپا، آذر ماه ۹۵، در مرکز دائره المعارف ايتاليا، رم
- ارائه مقاله و سخنراني با عنوان " مکتب اسلام شناسي اسپانيا" در دومين همايش مطالعات اسلامي در غرب، آذرماه ۹۵، دانشگاه شهيد بهشتي
- ارائه مقاله و سخنراني با عنوان " ویژگی های حکومت سربداران" در هفتمين کنفرانس ايران شناسان اسپانيا، مهر ماه ۱۳۹۶، بارسلونا
- ارائه مقاله و سخنرانی با عنوان " نقش ایرانیان در فرهنگ و هنر اسپانیا در دوران اسلامی" در انستیتو ایران شناسی فرهنگستان علوم اتریش، ۲۰ دی ماه ۱۳۹۶ ، وین
- ارائه مقاله و سخنرانی با عنوان" ریشه های تاریخی افراط گرائی در خاور میانه و راههای مقابله با آن" در دائره المعارف ترکانی،رم، ایتالیا اردیبهشت ۱۳۹۷ 
- ارائه مقاله وسخنرانی با عنوان " هنر در دوره سلطان حسین بایقرا" در همایش بین المللی شکوفائی زبان فارسی ، دانشگاه علیگر هندوستان، اسفند ۱۳۹۷ 
- ارائه مقاله و سخنرانی با عنوان " جنگ و صلح از دیدگاه مولوی و تولستوی ، مطالعه ای تطبیقی" موزه تولستوی مسکو، روسیه، مهر ۱۳۹۸
ذ) عضويت در مجامع علمي و هیئت تحريريه مجلات علمي
```
- عضو هیئت تحريريه مجله دانشگاه علوم پزشكي زنجان از ۱۳۷۳ تا ۱۳۷۶		
```

- مدير مسئول ماهنامه « مدت» دانشگاه تهران از ۱۳۸۱ تا ۱۳۸۵ 
- مدير مسئول مجله تاريخ  و تمدّن ملل اسلامي از ۱۳۸۴ تا ۱۳۸۶ 
- عضو هیئت تحريريه مجله " اسلام پژوهي" از ۱۳۸۵ تا كنون 
- عضو هیأت تحریریه مجله علمي پژوهشي "پژوهشنامه تاريخ تمدّن اسلامي " دانشكده الهيات دانشگاه تهران از آغاز تا كنون 
- عضو هيأت تحريريه مجله علمي پژوهشي "پژوهشنامه تاريخ اسلام" ، انجمن ايراني تاريخ اسلام از آغاز تا كنون 
- عضو هيأت تحريريه علمي پژوهشي " فصلنامه تاريخ اسلام " از ۱۳۸۸ تا كنون
```
– عضو هيأت تحريريه مجله علمي پژوهشي"مطالعات تاريخي جهان اسلام" از آغاز تا كنون
```

-	سردبیر مجله علمی « مطالعات میراث فرهنگی »، از ۱۳۹۶ تا ۱۹۹۸
-	سردبیر مجله علمی « پژوهشنامه تاریخ تمدن اسلامی»، از ۱۳۹۹ تا ۱۴۰۲
-	سردبیر مجله علمی « پژوهشنامه تاریخ تشیع»، از ۱۳۹۶ تا کنون

ي) هدايت و راهنمايي پايان نامه ها و رساله هاي دانشجويان
- راهنمايي و هدايت بيش از ۵۰ رساله دکتري و پايان نامه کارشناسي ارشد در دانشگاه تهران 
- راهنمايي و هدايت ده پايان نامه و رساله دکتري در دانشگاه الزهراء
- راهنمايي و هدايت ۵ رساله دکتري در دانشگاه معارف قم
- راهنمائي و هدايت بيش از ۴۰ رساله دکتري و کارشناسي ارشد در دانشگاه آزاد واحد علوم و تحقيقات، شهرري و ...
- راهنمايي و هدايت چند رساله دکتري و پايان نامه ارشد در دانشگاههاي تربيت مدرّس، بين المللي اهل البيت، جامعه المصفي العالميه و ...
ز) افتخارات علمي 
- كسب جايزه اثر برگزيده به مناسبت تألیف و تدوين كتابIranologia 1   به زبان اسپانيولي در شانزدهمين دوره جايزه جهاني كتاب جمهوري اسلامي ايران در سال ۱۳۸۷ 
- کسب جایزه پژوهش برگزیده به مناسبت تألیف کتاب تاریخ تشیع ۱ و ۲ در چهارمین دوره کنگره دین پژوهان 
- كسب جايزه اثر برگزيده به مناسبت تأليف كتاب Persia  به زبان اسپانيولي در بيست و يكمين جشنواره كتابهاي برتر دانشگاهي در سال ۱۳۹۱ 
- کسب جایزه پنجمین جشنواره کتاب دین و پژوهشهای برتر برای تألیف کتاب " تشیّع در تاریخ " 
- کسب عنوان " پژوهشگر برتر " در ششمين جشنواره بين الملل دانشگاه تهران، ۱۳۹۵
ح) عضویت در انجمن ها 
- بنياد گذار و عضو انجمن ايران شناسان اسپانيا
- عضو هیأت موسس و هیأت مدیره انجمن ایرانی تاریخ 
- عضو هیأت موسس انجمن ایرانی تاریخ اسلام 
- عضو هيأت مديره انجمن دوستی ایران و اسپانیا 
ط) فعاليت هاي اجتماعي و فرهنگي
- حضور در دهها برنامه علمي و تخصصي در شبكه هاي مختلف تلويزيوني به‌ویژه شبكه هاي ۱، ۲ و ۴ ايران
- حضور در چندين برنامه علمي و تخصصي در شبكه هاي تلويزيوني خارجي نظير تركيه و اسپانيا
- اجراي دهها كارگاه هم انديشي با عنوان " تاريخ علم و تمدّن اسلامي " براي اعضاء هيأت علمي دانشگاههاي تهران، شهيد بهشتي، علامه طباطبائي، علم و صنعت، خواجه نصير، امير كبير، فردوسي مشهد، علوم پزشكي شهيد بهشتي، علوم پزشكي ايران، پژوهشگاه پليمر و...
- ايراد سخنراني علمي در دهها دانشگاه داخلي و خارجي و مراكز علمي و ديني به مناسبتهاي مختلف علمي، فرهنگي و ديني 
از استادان وی در مدت تحصیل در دانشگاه می‌توان ابوالقاسم گرجی، عبدالحسین زرین کوب، عباس زریاب، علیرضا فیض، نورالله کسائی، محمد باقر حجتی، محمد تقی دانش‌پژوه، فتح‌الله مجتبائی هادی عالم‌زاده، غلامحسین ابراهیمی دینانی، حسین قرچانلو، مصطفی محقق داماد، جلیل تجلیل را نام برد.
ابتدا تدریس را در مدارس منطقه ۷ تهران آغاز کرد؛ پس از پذیرفته شدن در دوره کارشناسی ارشد، تدریس در دانشگاه را به سال ۱۳۷۷ در دانشگاه‌های تهران و علامه طباطبایی آغاز کرد. چندی بعد بنا به درخواست ریاست مجتمع آموزش عالی زنجان موقتاً بدان مرکز آموزشی منتقل شد و ابتدا گروه زبان و ادبیات فارسی و چندی بعد دانشکده ادبیات و علوم انسانی را در آن مجتمع تأسیس کرد که حاصل آن، تبدیل وضعیت آن مجتمع به دانشگاهی با عنوان دانشگاه زنجان بود. از سال ۱۳۶۹ تا ۱۳۷۴ ریاست دانشکده ادبیات و علوم انسانی آن دانشگاه را بر عهده داشت.
از بهمن ۱۳۷۴ به استخدام دانشگاه تهران درآمد و فعالیت‌های آموزشی و پژوهشی خود را در گروه تاریخ و تمدن ملل اسلامی آغاز کرد و تا کنون نیز در همان گروه در دوره‌های کارشناسی، کارشناسی ارشد و دکتری مشغول تدریس است.از سال ۱۳۷۷ تا ۱۳۸۱ معاونت اداری و مالی دانشکده الهیات و معارف اسلامی دانشگاه تهران را برعهده داشت.
از جمله دانشگاه‌هایی که وی به تدریس در آن‌ها پرداخته می‌توان دانشگاه علوم پزشکی تهران، جامعه المصطفی العالمیه، دانشگاه معارف، بنیاد ایران‌شناسی، دانشگاه تربیت مدرس و دانشگاه الزهرا را نام برد.

## یادکرد
1. 1 2  رزومه خضری در دانشگاه تهران.
2. ↑  عوامل اصلی سقوط مسلمانان در اندلس.
3. ↑  «احمدرضا خضری مشاور وزیر علوم شد». دنیای اقتصاد.
4. ↑  دانشکده علوم انسانی زنجان.
5. ↑  تاریخچه روابط عمومی دانشگاه تهران.

### غیر فارسی
- "Islam Shií (el) - Historia, Ideario y Gobiernos". bulhosa books & living (به اسپانیایی).[پیوند مرده]
- «ISLAM SHII, EL (Spanish) Perfect Paperback – January 1, 1900». amazon. دریافت‌شده در ۱۷ اوت ۲۰۱۶.
- JEZRI, SEYED AHMAD REZA (1900-01-01). ISLAM SHII, EL (به اسپانیایی). Madrid: Agapea.
- «IRANOLOGÍA II Released in Spain». IBNA. ۲۱ ژوئیه ۲۰۰۹. دریافت‌شده در ۳۰ اوت ۲۰۱۶.

### فارسی
- «اداره کل حوزه ریاست و روابط عمومی (تاریخچه روابط عمومی در دانشگاه تهران)». ut.ac.ir. دریافت‌شده در ۲۰۱۶-۰۸-۱۷.
- «سید احمد رضا خضری-پایگاه مجلات تخصصی نور». www.noormags.ir. دریافت‌شده در ۲۰۱۶-۰۸-۱۷.
- info@ishistory.ir. «:: انجمن ایرانی تاریخ - مراسم رونمایی از کتاب Persia، اثر برگزیده دکتر سید احمدرضا خضری، دانشیار دانشگاه تهران و عضوهیئت مدیره انجمن ایرانی تاریخ ::». ishistory.ir. دریافت‌شده در ۲۰۱۶-۰۸-۱۶.
- «نسخه الکترونیکی کتاب برگزیدگان بین‌المللی دانشگاه تهران منتشر شد». ut.ac.ir. دریافت‌شده در ۲۰۱۶-۰۸-۱۶.
- «مراسم رونمایی از کتاب Persia، اثر برگزیده دکتر سید احمدرضا خضری». انجمن ایرانی تاریخ. ۱۲ اردیبهشت ۱۳۹۲. دریافت‌شده در ۲۹ اوت ۲۰۱۶.
- «ایجاد بنیاد ایران‌شناسان اسپانیا مورد تأکید قرار گرفت». خبرگزاری مهر. ۳۰ آذر ۱۳۸۷. دریافت‌شده در ۳۰ اوت ۲۰۱۶.
- «گرفتار شدن در دام فساد و ابتذال؛ عوامل اصلی سقوط مسلمانان در اندلس». خبرگزاری تقریب. ۱۱ بهمن ۱۳۸۹. دریافت‌شده در ۳۰ اوت ۲۰۱۶.
- ««اسلام شیعی» منبع درسی دانشگاه آلیکانته اسپانیا شد». خبرگزاری کتاب ایران. ۳۱ شهریور ۱۳۸۸. دریافت‌شده در ۳۰ اوت ۲۰۱۶.
- «ششمین جشنواره بین‌الملل دانشگاه تهران برگزار شد». دانشگاه تهران. ۸ خرداد ۱۳۹۵. دریافت‌شده در ۳۰ اوت ۲۰۱۶.
- «رزومه سیداحمدرضا خضری بر روی سایت دانشگاه تهران». دانشگاه تهران. دریافت‌شده در ۳۰ اوت ۲۰۱۶.
- «معرفی مدیریت دانشکده علوم انسانی دانشگاه زنجان». دانشگاه زنجان. ۱۳۹۴-۰۸-۲۵. دریافت‌شده در ۳۰ اوت ۲۰۱۶.